# Wanzoul
Wanzoul est un village de la commune belge de Wanze située en Région wallonne dans la province de Liège.
Avant la fusion des communes de 1977, Wanzoul faisait partie de la commune de Vinalmont.

## Situation
Wanzoul est un village assez étendu implanté sur un sommet du plateau hesbignon (altitude jusqu'à 200 m) à l'ouest du village de Vinalmont. Au sud du village, le bois de Robaumont épouse le versant nord de la vallée de la Mehaigne. Au nord, se trouve le hameau de Roua.

## Patrimoine
Le village possède un riche patrimoine bâti.
- Le château de Wanzoul a été construit en 1853 pour Théodore de Géradon dans un style néo-classique Il est bâti en briques blanchies et pierres de taille.
- L'ancienne chapelle du frère Pierre Blanchet, dit Hanibal, un religieux originaire de Savoie, fut construite en 1543 et désacralisée depuis 1871. Elle jouxte l'ancienne maison pastorale placée perpendiculairement. Entièrement restaurés, les deux immeubles accueillent désormais une entreprise privée.
- La chapelle Sainte Barbe est construite en 1869 (architecte Jean-Lambert Blandot) pour remplacer la chapelle de Pierre Blanchet, devenue trop exigüe. Bâti en brique, l'édifice compte une seule nef, trois travées et un clocheton carré.
- La ferme Saint Léonard est un ancien relais de poste formé par deux bâtiments perpendiculaires séparés par une cour. L'aile nord est bâtie en pierre calcaire et l'aile sud en moellons de grès. Ces deux bâtiments sont reliés par un porche en anse de panier sur lequel on peut lire l'écriteau suivant : À LA RAISON ON Y PEUX BOIRE SANCE EXEDE ET PUIS APRES FORTE BIEN PAIEZ 1681.
- La ferme de Wanzoul est une ferme en carré datée de 1627-1628 comprenant une cour intérieure pavée et une tour carrée.
- La maison Gramme était le lieu d'habitation des parents de Zénobe Gramme à la fin du XIXe siècle. Une pierre aux armes de la famille en témoigne.
- La potale Saint Léonard date de 1803.

## Source et lien externe
- http://www.vinalmont.be/presentation/patrimoine